# Mariette Teisserenc
Mariette Teisserenc (geboren 5. März 1940 in Grand-Couronne, Seine-Maritime) ist eine französische Malerin, bildende Künstlerin und Grafikerin,,. Sie ist auch unter den Künstlernamen „Teisse“ oder „Teisse-Renc“ bekannt.
Nach ihrer Ausbildung in Grafikdesign (1967–1972) an der Peter-Behrens-Werkkunstschule in Düsseldorf bei Kurt Herbert Wolff, Hans-Georg Lenzen (1921–2014) und Heinz Kampmann-Hervest (1913–1985), gab sie im Jahr 1978 ihre Karriere in der Werbebranche auf, um sich vollständig ihrer künstlerischen Tätigkeit zu widmen.
Bereits in den 1970er Jahren engagierte sie sich für die Belange von Künstlerinnen in Frankreich und im Ausland. Als abstrakte Malerin ist ihre Arbeit geprägt von klaren Formen, der Betonung von Schwarz und Linienführung, zwischen Spannungen und dem Streben nach Ausgewogenheit.

## Ausstellungen (Auswahl)
- 1970: Rhythmen und Kompositionen – Bilder von Mariette Teisserenc und Maïkki Strömberg, Generalkonsulat von Frankreich, Düsseldorf (Deutschland)
- 1972: Fachhochschule Düsseldorf, Jahresausstellung, Schloss Benrath, Düsseldorf (Deutschland)
- 1972: „Mòstra Del Larzac“ (5. Auflage), Les Infruts – La Couvertoirade (neben Millau) (Frankreich)
- 1976: „Mòstra Del Larzac“ (5. Auflage: „Le Beaubourg d’Occitanie“), Les Infruts – La Couvertoirade (neben Millau) (Frankreich)
- 1978: Berufsverband Bildender Künstler (BBK), Villa Engelhardt, Düsseldorf (Deutschland)
- 1979: „Art et regard des femmes (peintures et sculptures)“, Mairie du 3e arrondissement, Paris (Frankreich)
- 1979: „Salon de l’Union des Femmes Peintres et Sculpteurs“ (95. Auflage), Musée du Luxembourg, Paris (Frankreich)
- 1981: Jahresausstellung Düsseldorfer Künstler, Kunstpalast, Düsseldorf (Deutschland)
- 1982: International Festival of Women Artists, Künstlerhaus Bethanien, Berlin (Deutschland)
- 1982: „Salon de la Jeune Peinture“ (33. Auflage), Grand Palais des Champs-Élysées, Paris (Frankreich)
- 1983: „Art expo NY“ (Fondation Bilan de l’Art contemporain), Coliseum (Columbus Circle), New York (Vereinigte Staaten)
- 1985: „Expositie: Mariette Teisserenc, Leny Aardse-Scholten, Sheila Reid“, Centraal Beheer Kunstgalerij, Apeldoorn (Niederlande)
- 1985: „Schilderijen en objecten in gemengde techniek“, Stichting Kasteel van Rhoon, Albrandswaard (neben Rotterdam) (Niederlande)
- 1985: „Paris-couleur-Montréal“ (Jeune Peinture), Maison de la culture de Côte-des-Neiges, Montreal (Kanada)
- 1986: „Tour of America – An Exhibition of Contemporary Art: Sheila Reid, Leny Aardse, Mariette Teisserenc“, The Fine Arts Gallery (University of Mississippi), Oxford (Mississippi, Vereinigte Staaten)
- 1986: Maier Museum of Art, Lynchburg (Virginia, Vereinigte Staaten)
- 1990: Kontraste – Mariette Teisserenc (Malerin) und Peter Rübsam (Bildhauer), Fenster Galerie, Düsseldorf (Deutschland)
- 1993: „International Women Artists Exhibition“ (Alliance of Woman Artists), Grand Palais, Paris (Frankreich)[6]
- 1999: „Ariane-Essor“, Petronas Gallery, Kuala Lumpur (Malaysia)
- 2003: „Plages: Le numéro 100 de la revue“ (Kunstmagazin), Galerie Weiller, Paris (Frankreich)
- 2004: „Silviane Léger et Mariette Teisserenc“, Atelier S. Léger Tourcoing Lille (Frankreich)
- 2021: „Semaine d’Art Contemporain de Saint-Mandé“ (37. Auflage), Saint-Mandé Val-de-Marne (Frankreich)